# Ekipa Friza
Ekipa (zapis stylizowany: EKIPA), nazywana również Ekipą Friza – polski projekt założony przez Karola „Friza” Wiśniewskiego oraz Łukasza „Wujek Łuki” Wojtycę, którego członkami są polscy youtuberzy i influencerzy. Jest to również nazwa zespołu nagrywającego filmiki funkcjonującego w latach 2019–2022 oraz od 2025. 

## Historia

### Wysadzenie samochodu Audi TT

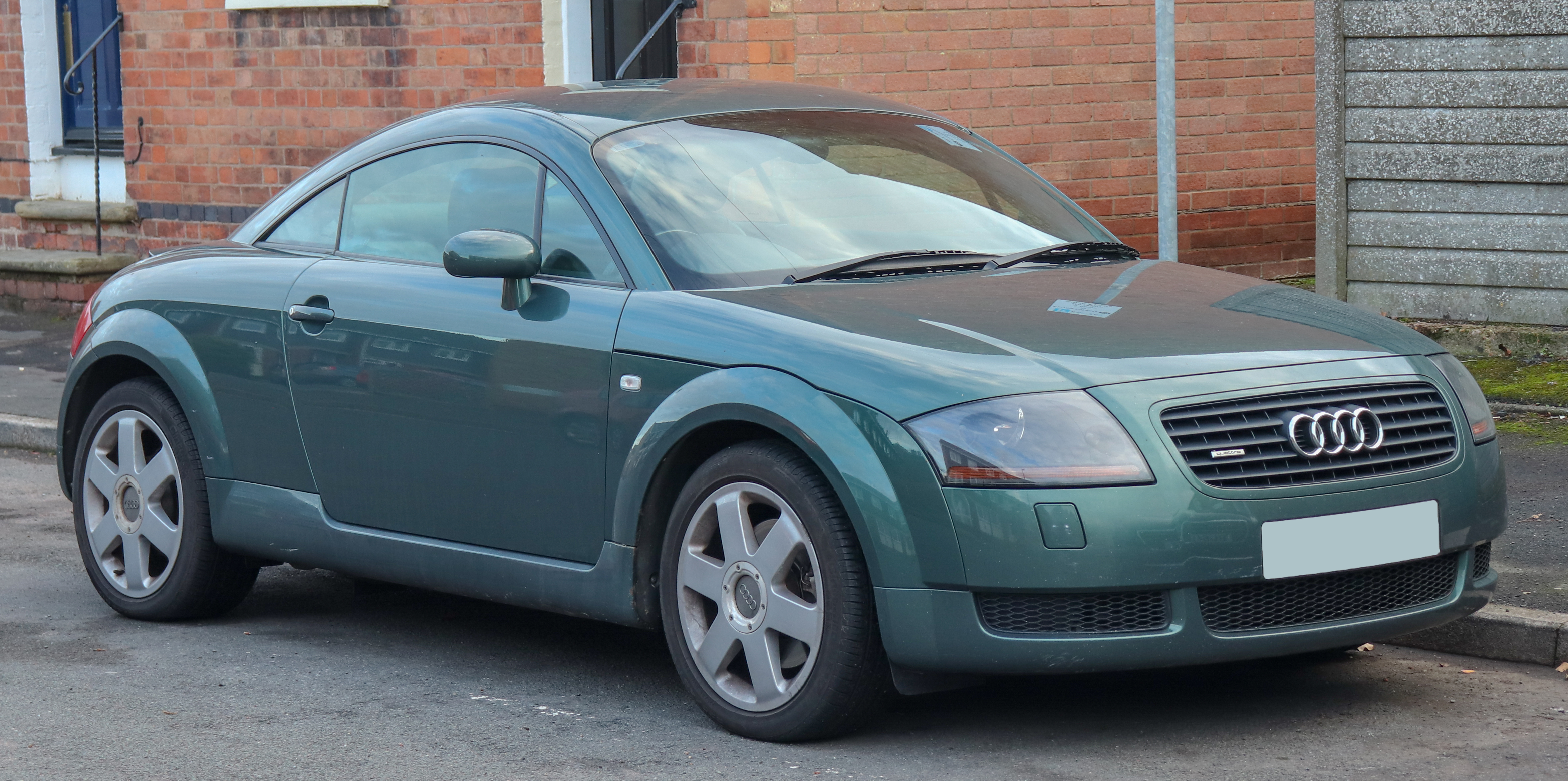
Model Audi TT

W lipcu 2021 członkowie Ekipy w ramach prezentu urodzinowego dla Łukasza Wojtycy zakupili samochód Audi TT. W kontekście dezaprobaty Łukasza wobec marki Audi, samochód został załadowany czterema kilogramami materiału wybuchowego i stoma litrami benzyny. Ekipa zdetonowała Audi TT, a nagranie z tego zajścia zostało umieszczone w serwisie YouTube. Na Ekipę spadła wówczas fala krytyki. Ponadto Kazimierz Gacek (wiceprzewodniczący powiatu mieleckiego i radny rady miejskiej w Mielcu) złożył w tej sprawie pismo do polskiej prokuratury w sprawie możliwości popełnienia przestępstwa przeciwko środowisku naturalnemu. W zawiadomieniu Gacek napisał, że pobudką Ekipy była chęć rozgłosu, która przeradza się na dochód finansowy z reklam.
31 lipca 2021 Ekipa opublikowała specjalny odcinek, gdzie poinformowano o wyciągnięciu z pojazdu silnika oraz usunięciu szkodliwych płynów w celu zminimalizowania strat środowiska, a także o powiadomieniu o wydarzeniu policji i straży poż
Także w lipcu 2021 roku polski youtuber Sylwester Wardęga w jednym ze swoich filmów zarzucił Ekipie Friza plagiat wobec utworu „Shadow” (znajdującego się na albumie Sezon 3). Melodia miała pochodzić od utworu serbskiego artysty Zyce i zespołu Freaked Frequency pt. „Opasne Frekvencije” z 2017 roku.
Ponadto w tym samym odcinku Wardęga zarzucił Wersow kradzież loga od francuskiego artysty DFT. Influencerka poinformowała, że napisała z przeprosinami do autora grafiki. Wersow przekonywała, że pomimo studiowania prawa nie była świadoma obowiązku zakupu licencji.

### Promocja alkoholu w teledysku
W 2021 twórcy wyemitowali teledysk do piosenki „Chill”, w którym widoczna była marka jednego z piw. W mediach oceniano, że była to współpraca świadoma i określano ją jako mocno niemoralną, gdyż materiał nie miał ograniczeń wiekowych. Po interwencji podjętej przez Google Polska, która weryfikowała czy doszło do naruszenia standardów reklamowych, twórcy zastąpili teledysk nową wersją, w której logotyp piwa został usunięty.

### Publikacja materiału dokumentującego ryzykowne zachowania
W listopadzie 2024 twórcy opublikowali odcinek, w którym uczestnicy przez godzinę przebywali w balii z wodą z kostkami lodu. Akcja zakończyła się interwencją ratowników medycznych. Inicjatywa ta została określona w mediach jako patologiczna, a jedna z organizacji społecznych zapowiedziała złożenie do prokuratury zawiadomienia o popełnieniu przestępstwa.

## Wybrani członkowie Ekipy
1. Karol „Friz” Wiśniewski[potrzebny przypis]
2. Weronika „Wersow” Sowa[24]
3. Łukasz „Wujek Łuki” Wojtyca[25]
4. Katarzyna „Fusialka” Bożek[26]
5. Paulina Kozłowska[potrzebny przypis]
6. Patryk „Qry” Lubaś[potrzebny przypis]
7. Patryk „Mortalcio” Baran[potrzebny przypis]
8. Przemysław „Przemek Pro” Lejowski[potrzebny przypis]
9. Faustyna „Fausti” Fugińska[potrzebny przypis]
10. Bartosz Kubicki[potrzebny przypis]
11. Hanna „Hi Hania” Puchalska[potrzebny przypis]
12. Bartosz „Świeży” Laskowski[potrzebny przypis]
13. Wiktoria „Kartonii” Bochnak[potrzebny przypis]
14. Julita Różalska[potrzebny przypis]
15. Oliwier „Kostek” Kałużny[potrzebny przypis]
16. Michał „Wermulka” Wermiński[potrzebny przypis]
17. Michał „Kuzyn Michu” Popiołek[potrzebny przypis]
18. Maja Firek[potrzebny przypis]
19. Dominik „Kwolczii” Kwolczak[potrzebny przypis]
20. Aleksander Kępka[potrzebny przypis]
21. Pola Sieczko[potrzebny przypis]
22. Kinga Banaś[potrzebny przypis]
23. Alan „Posti” Kowalczewski[potrzebny przypis]
24. Joanna Marcinik[potrzebny przypis]
25. Matylda Podobińska[potrzebny przypis]
26. Daniel Koszczuk[potrzebny przypis]
27. Oliwia „Crazy Oliwka” Wawrzywniuk[potrzebny przypis]
28. Jakub Jurek[potrzebny przypis]
29. Zbigniew Król[potrzebny przypis]
30. Marta Różańska[potrzebny przypis]
31. Karol Mikołajczyk[potrzebny przypis]
32. Pola Słopecka[potrzebny przypis]
33. Malwina Kajzerek[potrzebny przypis]
34. Wiktoria Niekało[potrzebny przypis]
35. Alan „Alibuka” Bukowiński[potrzebny przypis]

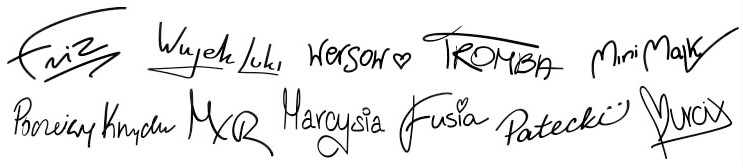
Podpisy członków Ekipy sezonu 3.

### Wykaz członków
Od sezonu 1
- Karol Wiśniewski (ur. 13 lutego 1996 w Krakowie[27]) – polski youtuber, influencer, tiktoker i pomysłodawca Ekipy, prywatnie narzeczony Weroniki Sowy.
- Weronika Sowa[28][29] (ur. 31 sierpnia 1996[24] w Wiedniu[30]) – polska youtuberka, influencerka, tiktokerka, prywatnie narzeczona Karola Wiśniewskiego[31].
- Mateusz Trąbka[32] (ur. 14 kwietnia 1996 w Krakowie[33]) – polski youtuber, influencer, uczestnik gali Fame MMA[34], były narzeczony Marii Ryskaly[35][36].
- Łukasz Wojtyca[37] (ur. 8 czerwca 1985[25]) – polski youtuber, influencer, dawniej manager Ekipy.
- Katarzyna Bożek[28] (ur. 10 czerwca 1998[26]) – polska youtuberka, influencerka, tiktokerka, gamerka.
- Mateusz Krzyżanowski (ur. 16 grudnia 1995[38]) – polski youtuber i influencer, uczestnik gali Fame MMA[39] i gali High League.

## Projekt „Dom Ekipy”
Projekt muzyczny „Dom Ekipy” powstał z inicjatywy Karola Wiśniewskiego w 2020 roku. W ramach projektu członkowie grupy (poza Piotrem „Nowciax’em” Nowakiem), od 2020 mieszkały w jednej posiadłości, tzw. „Domu Ekipy”, gdzie skupiały się na nagrywaniu materiałów do serwisu YouTube, a także autorskich utworów muzycznych. Willa, położona w Krakowie, miała kosztować zespół ponad 10 mln zł.
Pierwszy singel, „Przejmujemy yutuby”, został wydany przez EKIPĘ 12 lutego 2020 w formacie digital na platformach muzycznych Większy rozgłos przyniosła im druga kompozycja, zatytułowana „3Kipa”, która dotarła na szczyt polskiej listy Spotify oraz na drugie pozycje list Apple Music i iTunes. Teledysk do tego utworu po pięciu dniach od premiery uzyskał 13 mln wyświetleń na YouTube, a do 10 maja 2021 – ponad 50 mln.
8 kwietnia 2021 zespół opublikował teledysk do utworu „Zaebyście”, w którym gościnnie wystąpił Qry. Dzień później piosenka została wydana jako singiel w serwisach streamingowych. Tego samego dnia teledysk dotarł na pierwsze miejsce „Karty na czasie” w serwisie YouTube. Podobnie było z teledyskiem do kolejnego singla – „Chill”. Sam singiel został wydany 1 maja 2021. Powstała do niego kolekcja ubrań i gadżetów. W maju zespół wydał singel „Zygzak”, stworzony we współpracy z Jacusiem. 26 czerwca zespół wydał debiutancki album pt. Sezon 3, który już w przedsprzedaży uzyskał certyfikat złotej płyty. W trakcie pierwszego dnia sprzedaży przychód z płyty wyniósł ponad 2,2 miliona złotych netto. Wraz z premierą albumu opublikowano teledysk do singla „Napad na bank” nagranego we współpracy z Roksaną Węgiel.
8 sierpnia 2021 odbył się pierwszy koncert Ekipy. Wydarzenie miało miejsce w Krakowie przy ulicy Parkowej.
Pod koniec 2021 członkowie Ekipy Friza zaczęli wydawać solowe projekty. W grudniu założyciel Ekipy – Friz wraz z Masnym Benem wydał singel „Yo Mamale”, który dostał się do polskiego notowania serwisu Spotify. Jest to zapowiedź jego debiutanckiego solowego albumu. W tym samym miesiącu Wersow opublikowała świąteczny singel „Ktoś taki jak Ty”.
12 marca 2022 roku Ekipa zaczęła sezon 4 (zespół zmienia sezon co roku). Tego dnia wydali singel „Ekipa (Se4on)” i nową kolekcje ubrań i gadżetów Sezon 4.
25 lipca 2022 roku, Karol „Friz” Wiśniewski poinformował o zakończeniu projektu „Dom Ekipy”.

## Dyskografia

### Albumy studyjne
| Rok  | Dane dot. albumu                                                                                | Najwyższa pozycja na liście | Certyfikat               | Sprzedaż        |
| Rok  | Dane dot. albumu                                                                                | POL                         | Certyfikat               | Sprzedaż        |
| ---- | ----------------------------------------------------------------------------------------------- | --------------------------- | ------------------------ | --------------- |
| 2021 | Sezon 3 - Wytwórnia: DonPro - Wydany: 26 czerwca 2021 - Format: CD, digital download, streaming | 1                           | - ZPAV: diamentowa płyta | - POL: 150 000+ |

### Single

#### Jako główny artysta
| Rok  | Tytuł                                  | Certyfikat                 | Sprzedaż        | Album   |
| ---- | -------------------------------------- | -------------------------- | --------------- | ------- |
| 2020 | „Przejmujemy jutuby” (oraz Wip Bros)   |                            |                 | –       |
| 2021 | „3kipa”                                | - ZPAV: diamentowa płyta   | - POL: 250 000+ | Sezon 3 |
| 2021 | „Zaebyście” (gościnnie: Qry)           | - ZPAV: platynowa płyta    | - POL: 50 000+  | Sezon 3 |
| 2021 | „Chill”                                | - ZPAV: 3× platynowa płyta | - POL: 150 000+ | Sezon 3 |
| 2021 | „Zygzak” (oraz Jacuś)                  | - ZPAV: diamentowa płyta   | - POL: 250 000+ | Sezon 3 |
| 2021 | „Napad na bank” (gościnnie: Roxie)     | - ZPAV: 2× platynowa płyta | - POL: 100 000+ | Sezon 3 |
| 2022 | „Ekipa (Se4on)”                        |                            |                 | Sezon 4 |
| 2025 | „Moje 5 minut (Program Twoje 5 Minut)” |                            |                 | –       |

#### Gościnnie
| Rok  | Tytuł                                            |
| ---- | ------------------------------------------------ |
| 2021 | „Yo mamale” (Friz i Masny Ben, gościnnie: Ekipa) |

#### Single promocyjne
| Rok | Tytuł                                                                                                | Najwyższa pozycja na liście | Album |
| Rok | Tytuł                                                                                                | POL                         | Album |
| --- | --- | --------------------------- | ----- |
| 2021 | „Zaebyście (Hardbass Adidas Remix)” (gościnnie: Qry)                                                 | X                           | –     |
| 2025 | „Labubu” (Ekipa: Friz, Kacper Błoński, Postirol, Kartonii, Hi Hania)                                 | 5                           | –     |
| 2025 | „Santa Cruz” (Ekipa: Modelki, Qry, Wersow, Świeży, Mortalcio)                                        | 1                           | –     |
| 2025 | „Noc jest dla nas” (Ekipa: Julia Żugaj, Przemek Pro, Bartek Kubicki, Julita Różalska, Asia Marcinik) | –                           | –     |
| „–” oznacza, że singel nie był notowany na danej liście. „X” oznacza, że lista przebojów nie istniała w danym okresie. | |                             |       |

### Inne notowane utwory
| Rok  | Tytuł                                   | Certyfikat                 | Sprzedaż        | Album            |
| ---- | --------------------------------------- | -------------------------- | --------------- | ---------------- |
| 2021 | „Dobry Mood”                            | - ZPAV: platynowa płyta    | - POL: 50 000+  | Sezon 3          |
| 2021 | „Ja to tak czuję” (oraz B.R.O)          | - ZPAV: złota płyta        | - POL: 25 000+  | Sezon 3          |
| 2021 | „Sen”                                   | - ZPAV: 2× platynowa płyta | - POL: 100 000+ | Sezon 3          |
| 2021 | „Selfmade”                              |                            |                 | Sezon 3          |
| 2021 | „Na zajawce”                            |                            |                 | Sezon 3          |
| 2021 | „Uśmiech”                               |                            |                 | Sezon 3          |
| 2021 | „Do fury”                               |                            |                 | Sezon 3          |
| 2021 | „Influencer Party Hard”                 |                            |                 | Sezon 3          |
| 2021 | „Szlafroki” (gościnnie: Janusz Walczuk) | - ZPAV: złota płyta        | - POL: 25 000+  | Sezon 3 (Deluxe) |
| 2021 | „Jeden wers”                            |                            |                 | Sezon 3 (Deluxe) |
| 2021 | „Shadow”                                |                            |                 | Sezon 3 (Deluxe) |

### Teledyski
| Rok                 | Tytuł                | Reżyseria                                                      | Produkcja                                                      | Źr.                 |
| Jako główny artysta | Jako główny artysta  | Jako główny artysta                                            | Jako główny artysta                                            | Jako główny artysta |
| ------------------- | -------------------- | -------------------------------------------------------------- | -------------------------------------------------------------- | ------------------- |
| 2020                | „Przejmujemy jutuby” | Dawid Szewczyk Piotr Twardowski                                | EKIPA x WiP Bros                                               | [ 88 ]              |
| 2021                | „3KIPA”              | Dawid Szewczyk Piotr Twardowski                                | B.R.O                                                          | [ 89 ]              |
| 2021                | „Zaebyście”          | Dawid Szewczyk Piotr Twardowski                                | DonPro                                                         | [ 51 ]              |
| 2021                | „Chill”              | Dawid Szewczyk Piotr Twardowski                                | DonPro                                                         | [ 53 ]              |
| 2021                | „Zygzak”             | Dawid Szewczyk Piotr Twardowski                                | DonPro                                                         | [ 90 ]              |
| 2021                | „Napad na bank”      | Dawid Szewczyk Piotr Twardowski                                | DonPro, Michał Konrad                                          | [ 62 ]              |
| 2021                | „Dobry Mood”         | Dawid Szewczyk Piotr Twardowski                                | DonPro, Olek Jarek                                             | [ 91 ]              |
| 2021                | „Na zajawce”         | Rafał Blecharz                                                 | Pigeon Studios, Mateusz Kowalczyk, Błażej Pieczonka            | [ 93 ]              |
| 2021                | „Sen”                | Piotr Twardowski Dawid Szewczyk                                | DonPro, Olek Jarek                                             | [ 94 ]              |
| 2021                | „Do fury”            | Piotr Twardowski Dawid Szewczyk                                | DonPro, Olek Jarek                                             | [ 95 ]              |
| 2022                | „SE4ON”              | Piotr Twardowski, Radek Oleszkowicz                            | Piotr Twardowski, Radek Oleszkowicz                            | [ 96 ]              |
| 2025                | „Labubu”             | Maciej Jurek                                                   | Maciej Jurek                                                   | [ 97 ]              |
| 2025                | „Santa Cruz”         | Jakub Norek, Dawid Zadworny                                    | Jakub Norek, Dawid Zadworny                                    | [ 98 ]              |
| 2025                | „Noc jest dla nas”   | Dawid Szewczyk                                                 | Dawid Szewczyk                                                 | [ 99 ]              |
| 2025                | „Moje 5 minut”       | Dawid Szewczyk, Filip Strzelec, Arkadiusz Wołek, Kamil Antczak | Dawid Szewczyk, Filip Strzelec, Arkadiusz Wołek, Kamil Antczak | [ 100 ]             |

## Przedsiębiorstwa Ekipy

### Ekipa Holding S.A.
Pierwsze rozmowy, dotyczące wprowadzenia na giełdę odbyły się z firmą JR Holding w listopadzie 2020. Po podpisaniu umowy w 2021 z Beskidzkim Biurem Inwestycyjnym Ekipa potwierdziła zamiar uczestnictwa w polskim rynku kapitałowym jako Spółka Akcyjna Ekipa Holding. W maju 2022 doszło do połączenia z Beskidzkim Biurem Inwestycyjnym S.A. Kapitał zakładowy przedsiębiorstwa w 2021 wynosił ponad 1 mln zł. Od 2023 Prezesem Zarządu spółki jest Łukasz Wojtyca (ps. Wujek Łuki), zaś największym akcjonariuszem Karol Wiśniewski (ps. Friz), właściciel 41.21% akcji. Spółka posiada siedzibę w Krakowie.

### Ekipatonosi
Zajmuje się konfekcją odzieży oraz akcesoriów. Firma projektuje i sprzedaje produkty z markami influencerów, należących do EKIPY. Posiada grupę odbiorców, którymi są fani twórców. Firma odpowiada za projektowanie, konfekcję i wysyłkę odzieży oraz akcesoriów dystrybuowanych w oparciu o domeny: ekipatonosi.pl, genzie.store, krakowkings.store oraz indeste.pl. Posiada jeden stacjonarny punkt sprzedaży w parku rozrywki ENERGYLANDIA, który jest jej strategicznym partnerem. Ponadto produkuje asortyment dla twórców internetowych, w tym największych polskich influencerów. Przedsiębiorstwo zostało zarejestrowane 11 grudnia 2020. Przestrzeń biurowo-magazynowa firmy w 2021 wynosiła ponad 1200 m².

### Laniakea Pictures
Wytwórnia filmowa i spółka wchodząca w skład Ekipa Holding S.A. Zajmuje się realizacją filmową. Na 2023 planowano publikację serialu animowanego, łączącego gatunki fantasy i science fiction, którego fabuła rozgrywa się w świecie dinozaurów, jednak realizacja do października 2024 nie doszła do skutku.

### EKIPA Management
Firma produkcyjna, zatrudniająca operatorów, montażystów i specjalistów do tworzenia treści. Nieodzowną firmą działalności jest analiza branży na świecie.

### EKIPA Investments
23 lutego 2021 ogłoszono rejestrację nowej spółki z o.o. działającej w formule ASI – Ekipa Investments, która inwestuje w różnorodne przedsięwzięcia, a jej większościowym akcjonariuszem jest Ekipa Holding S.A.

### ESSA
Spółka działa w branży FMCG, a jej celem jest wykorzystywanie globalnych trendów i potencjału marek wspieranych przez influencerów. ESSA Co sp. z o.o. powstała w 2023 roku. Większość udziałów w firmie należy do EKIPA Holding. Od 17 września 2024 roku prezesem zarządu ESSA Co jest Daniel Woś. Spółka zamierza wprowadzać na rynek marki i produkty w różnych kategoriach FMCG we współpracy z podmiotami z branży influencerskiej. W sierpniu 2023 wprowadziła napój witaminowy noRUSH oraz napój izotoniczny RUSH. Gdy na kanale Karola Wiśniewskiego na platformie YouTube pojawił się program Mafia IRL 2 przygotowano specjalne limitowane edycje napojów RUSH oraz noRUSH. 
Poprzednim prezesem ESSA Co sp. z o.o. był Krzysztof Misiałkiewicz. 

### Współprace

#### Koral
W marcu 2021 roku Ekipa wraz z producentem Koral stworzyła truskawkowe i cytrynowe (w późniejszym czasie również pomarańczowe i jabłkowe) lody sorbetowe o nazwie Ekipa. Produkt zdobył popularność w całym kraju, a firma Koral zdecydowała się uruchomić dodatkowe linie produkcyjne lodów, o wydajności produkcyjnej jednego miliona lodów dziennie. Popularność produktu została porównana do popularności lodów Bambino z czasów Polskiej Rzeczypospolitej Ludowej.
We wrześniu 2021 roku Koral wraz z Ekipą Friza wypuściła na rynek oranżadę gazowaną o smakach cytrynowym i truskawkowym.

#### Energylandia
W lipcu 2021 Ekipa nawiązała współpracę z polskim parkiem rozrywki Energylandia. W ramach tej współpracy powstała kolejka górska Ekipa Light Explorers oraz strefa odpoczynku Ekipy („strefa chillu”). Bilety wstępu w zestawach „Coaster Box” były dostępne w Internecie od początku lipca tego samego roku

#### Herlitz
W połowie lipca 2021 Ekipa nawiązała współpracę z firmą Herlitz. Powstały zeszyty oraz teczki.

#### Donuty

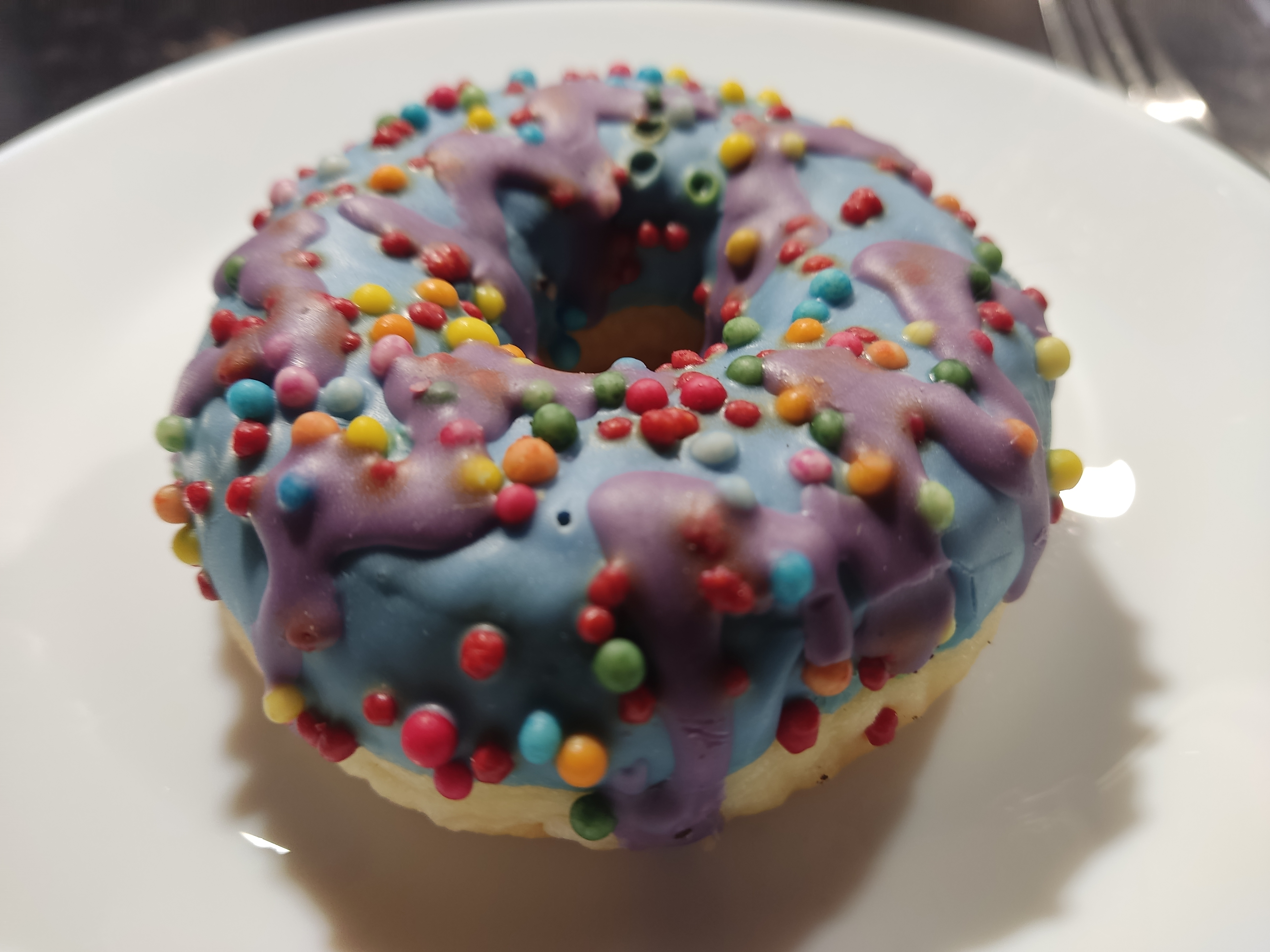
Donut Ekipy

W marcu 2022 roku w sieci sklepów Biedronka pojawiły się donuty z logotypem Ekipy Friza. Produkt został mocno skrytykowany między innymi przez Katarzynę Bosacką za posiadanie w swoim składzie szkodliwych barwników.

## Publikacje książkowe
| Rok  | Tytuł                                                  | Wydawnictwo   | Data wydania         | Źr.     |
| ---- | ------------------------------------------------------ | ------------- | -------------------- | ------- |
| 2020 | Ekipa. Ogarnij ten wielki, ekstremalny Challenge Ekipy | Books and Fun | 27 października 2020 | [ 140 ] |
| 2020 | Wersow. Mój kreatywny dziennik                         | Books and Fun | 9 grudnia 2020       | [ 141 ] |